# بورات (فلم)
بورات! التعليم الثقافي الأمريكي لفائدة الشعب الكازخستاني العظيم (واسمه الرسمي بالانجليزية المكسورة: Borat! Cultural Learnings of America for Make Benefit Glorious Nation of Kazakhstan) ويسمى الفيلم بورات للاختصار، هو فيلم كوميدي بريطاني-أميركي من نوع السخرية الوثائقية كتب قصته وقام بإنتاجه الفكاهي البريطاني ساشا بارون كوهين، الذي قدم شخصيته الرئيسية، بورات ساجدييف، كذلك. أُخرج عام 2006 تحت إشراف المخرج لاري تشارليز بتوزيع تونتيث سينتشوري فوكس. يدور محور الفيلم على مقدم تلفاز كازخستاني يخرج للمرة الأولى إلى الولايات المتحدة، والكثير من الفيلم مكون من مقاطع تصور مقابلات وتفاعلات مرتجلتين بين بورات وأميركيين، الذين يظنون أنه أجنبي بمعرفة قليلة أو معدومة في العادات والتقاليد الأميركية.

## محور الفيلم
تدور احداث الفيلم عن مواطن من كازخستان ويريد ان يذهب الي أمريكا ليتعلم من الشعب الأمريكي بصحبه صديق له وتستمر الاحداث في اطار كوميدي رائع.

## القصة

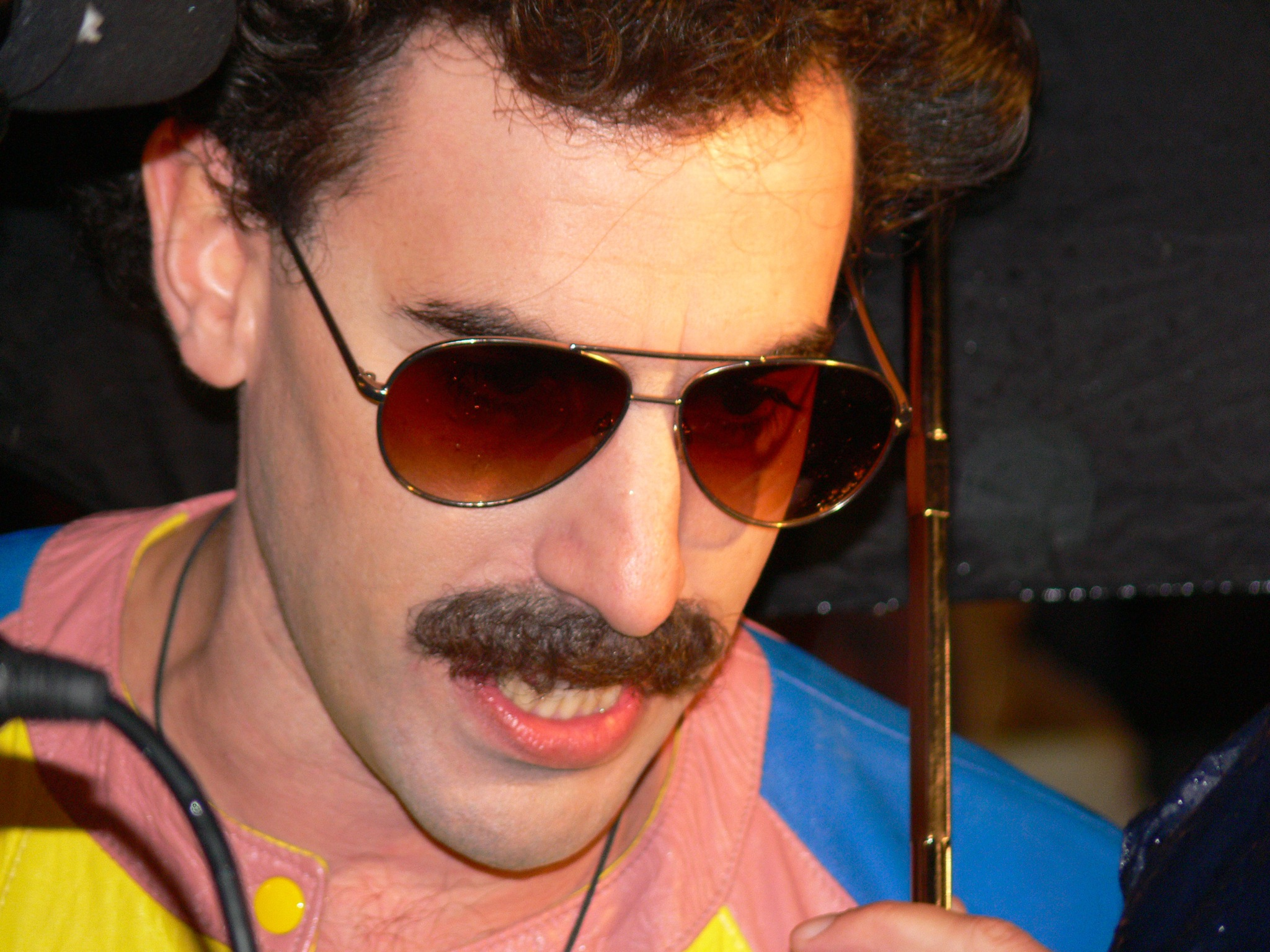
ساشا بارون كوهين في دور بورات في العرض الأول لفيلم بورات: الدروس الثقافية الأمريكية من أجل الاستفادة من أمة كازاخستان المجيدة في ليستر سكوير، لندن بورات

بناء على طلب وزارة الإعلام الكازاخستانية، يغادر المراسل بورات ساجدييف بلده كازاخستان ويتوجه إلى الولايات المتحدة لإنتاج فيلم وثائقي. تاركا خلفه زوجته أوكسانا وأمه البالغة من العمر 43 عاما، و شقيقته. ويرافقه في رحلته المنتج ازامات باجاتوف ودجاجة أليفة.
خلال تواجده في نيويورك، يشاهد بورات حلقة من مسلسل بايووتش على التلفاز وعلى الفور يقع في حب الممثلة باميلا أندرسون.
أثناء مقابلته لمجموعة من النسويات، تخبره إحداهن اسم الممثلة ومقر إقامتها في كاليفورنيا. بعدها يصل بورات خبر مقتل زوجته أوكسانا بواسطة دب. مسرورا بسماعه للخبر، يقرر بورات السفر بشكل سري إلى كاليفورنيا ليجعل من باميلا أندرسون زوجته الجديدة.

## الخلافات

### ردود المشاركين
بعد إطلاق الفيلم, كتبت دارما آرثر, منتجة إخبارية لشركة WAPT التابعة لأيه بي سي في جاكسون, ميسيسيبي, رسالة إلى مجلة نيوزويك تقول فيها إن ظهور بورات على المحطة أدى إلى فقدانها لوظيفتها: "بسببه, فقد مديري الثقة في قدراتي وثانياً خمنت كل ما فعلته بعد ذلك. كم هو مزعج أن الرجل الذي يترك الكثير من الأذى في طريقه يتم الترحيب به باعتباره عبقريًا كوميديًا". على الرغم من أن آرثر قالت إنها طُردت من نشرة الأخبار, إلا أنها أخبرت وكالة أسوشيتد برس أنها استقالت من المحطة. قالت إنها فحصت موقعًا للعلاقات العامة قدمه لها منتجو بورات قبل حجزه.
سيندي سترايت, مستشارة آداب السلوك في بورات, استأجرت لاحقًا المحامية البارزة غلوريا ألريد, التي طلبت من المدعي العام في كاليفورنيا التحقيق في الاحتيال الذي يُزعم أنه ارتكب من قبل بارون كوهين ومنتجي الفيلم.
موقع صالون Arts & Entertainment يقتبس من Behars (زوجان يهوديان يقيمان في بيت الضيافة بورات وازامات) وصفهما للفيلم بأنه "رائع", في إشارة إلى البارون كوهين بأنه "جميل للغاية ومهذب للغاية" و "عبقري". كما أجرت صحيفة بوسطن غلوب مقابلة مع الزوجين, قائلين إنهما يعتبران الفيلم معاداة للمسلمين أكثر من معاداة السامية, وكانا يخشيان أن يقوم البارون كوهين وفريقه بتصوير مواد إباحية في المنزل.

### الرقابة في العالم العربي
تم حظر الفيلم في العالم العربي بأكمله باستثناء لبنان والإمارات العربية المتحدة (التي أصدرت الفيلم رقابة شديدة). ووصف يوسف عبد الحميد, رقيب السينما في دبي في الإمارات العربية المتحدة, الفيلم بأنه "حقير, مقزز ومثير للسخرية للغاية". قال الرقيب إنه وزملاؤه خرجوا في عرضهم قبل أن ينتهي, وأنه لن يتبقى سوى نصف ساعة من الفيلم بمجرد إزالة جميع المشاهد المسيئة.

### استخدام عرضي للنشيد الوطني المحاكاة الساخرة
في عام 2012. عُزف عن طريق الخطأ النشيد الوطني الساخر من الموسيقى التصويرية للفيلم. والذي أشاد بكازاخستان لصادراتها عالية الجودة من البوتاسيوم وامتلاكها ثاني أنظف بائعات هوى في المنطقة. في حفل ميدالية ماريا دميترينكو في أمير الكويت الدولي للرماية. الجائزة الكبرى. يبدو أن الحادث نتج عن أغنية خاطئة تم تنزيلها من الإنترنت.

## روابط خارجية
- بورات على موقع IMDb (الإنجليزية)
- بورات على موقع ميتاكريتيك (الإنجليزية)
- بورات على موقع الموسوعة البريطانية (الإنجليزية)
- بورات على موقع روتن توميتوز (الإنجليزية)
- بورات على موقع نتفليكس (الإنجليزية)
- بورات على موقع قاعدة بيانات الأفلام العربية
- بورات على موقع ألو سيني (الفرنسية)
- بورات على موقع Turner Classic Movies (الإنجليزية)
- بورات على موقع أول موفي (الإنجليزية)
- بورات على موقع بوكس أوفيس موجو (الإنجليزية)